# 类PET
类PET是医学磁共振成像的一项最新技术。2004年，由日本学者首先提出“类PET”概念。之后，全球各大医学研究机构与影像设备生产厂家积极研究，相继推出了可实现“类PET”的成像技术，并很快用于临床。类PET的实质是体部弥散加权成像，又称“背景抑制的全身扩散加权成像（DWIBS）”，是目前最前沿的磁共振技术。该技术能够一次性全身大范围扫描，在抑制肌肉、脂肪、肝脏等组织背景信号的基础上，突出了病变的显示，大大提高了病变组织尤其是恶性肿瘤及其转移灶的检出率，从而获得全身肿瘤筛查、良恶性肿瘤的鉴别、肿瘤TNM分期及疗效随诊等诊断信息，其成像效果和临床意义与PET有相同的效果，故被称为类PET。